# Obleganje Fort Stanwixa
Obleganje utrdbe Fort Stanwix (znane tudi kot Fort Schuyler) se je začelo 2. avgusta 1777 in končalo 22. avgusta 1777. Utrdba Stanwix na zahodnem koncu doline reke Mohawk je bila glavna obrambna točka kontinentalne vojske proti britanskim in domorodnim silam, ki so se med ameriško revolucionarno vojno  združile proti njim. Utrdbo so zasedle sile kontinentalne armade iz New Yorka in Massachusettsa pod poveljstvom polkovnika Petra Gansevoorta. Oblegovalno silo so sestavljali britanski redne vojske, lojalistični vojaki, Hessijci in domorodni bojevniki pod poveljstvom brigadnega generala Barryja St. Legerja. Odprava St. Legerja je bila diverzija v podporo kampanji generalpodpolkovnika John Burgoynea v Saratogi, da bi prevzel nadzor nad dolino reke Hudson na vzhodu.
En poskus pomoči je bil onemogočen na začetku obleganja, ko je 6. avgusta v bitki pri Oriskanyju newyorško milicijo pod poveljstvom brigadnega generala Nicholasa Herkimerja napadel velik odred sil St. Legerja. Čeprav v bitki ni sodelovala garnizija trdnjave, so nekateri njeni branilci izpadli in oropali skoraj prazna tabora domorodcev in lojalistov, kar je bil udarec za moralo domorodnih zaveznikov St. Legerja. Obleganje je bilo dokončno prekinjeno, ko so se približale ameriške okrepitve pod poveljstvom generalmajorja Benedict Arnolda, kateri pa je uporabil zvijačo, da bi oblegovalce prepričal, da ima veliko večjo silo. Zaradi teh napačnih informacij in odhoda številnih domorodnih bojevnikov je St. Leger opustil prizadevanja in se umaknil.
Ker St. Leger ni napredoval proti Albanyju, New York je to prispevalo k Burgoynovi predaji po bitkah pri Saratogi oktobra 1777. Čeprav je St. Leger konec septembra z delom svojih sil dosegel trdnjavo Ticonderoga, je bilo prepozno, da bi pomagal Burgoynu.